# Wolfgang Schlüter (Germanist)

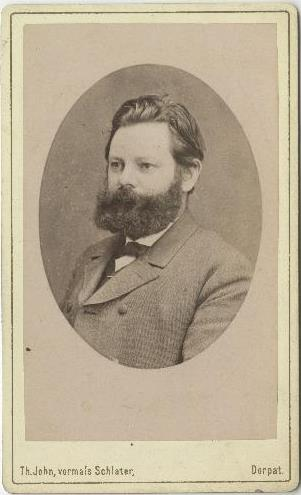

Wolfgang Heinrich Julius Schlüter (* 28. Juli 1848 in Hannover; † 14. Januar 1919 in Königsberg i. Pr.) war ein deutscher Germanist.

## Leben

### Herkunft und Familie
Wolfgang Schlüter war der Sohn des Hofdruckereibesitzers Philipp Schlüter.
Wolfgang Schlüter war verheiratet mit Gabriele Meyer-Waldeck, einer Tochter von Clemens Friedrich Meyer, deren Schwestern Lisbeth mit Richard Hausmann und Käthe mit Karl Dehio verheiratet waren.

### Werdegang
Er besuchte das Lyzeum in Hannover und studierte Philologie 1867/1868 an der Universität Heidelberg, 1868/1869 an der Universität Göttingen und 1869/1870 an der Kaiserlichen Universität Dorpat. Nach der Teilnahme am Deutsch-Französischen Krieg 1870/1871 studierte er bei seinem Vetter Leo Meyer in Dorpat und legte 1873 sein Oberlehrer-Examen in Göttingen ab, wo er auch 1874 promoviert wurde.
Nach einer Tätigkeit 1873/1874 als Lehrer in Clausthal und von 1874 bis 1877 als Kustos an der Universitätsbibliothek in Heidelberg ging er zurück nach Dorpat, wo er seit 1877 Oberlehrer, seit 1882 als Bibliotheksgehilfe und von 1888 bis 1909 Bibliothekar der Universitätsbibliothek war. 1892 wurde er Magister der vergleichenden Sprachkunde und lehrte von 1893 bis 1914 als Privatdozent am Lehrstuhl für Germanistik an der Kaiserlichen Universität Dorpat.
1914 kehrte er nach Deutschland zurück.

## Mitgliedschaften
- Schlüter wirkte als Präsident der Gelehrten Estnischen Gesellschaft in den Jahren von 1899 bis 1912 und wurde 1911 deren Ehrenmitglied.
- 1905 korrespondierendes Mitglied der Kurländischen Gesellschaft für Literatur und Kunst
- 1909 Ehrenmitglied der Estländischen Literärischen Gesellschaft
- 1912 Ehrenmitglied der Koninklijke Academie voor Nederlandse Taal- en Letterkunde
- 1896 Ehrenphilister der Estonia

## Schriften
- Die Nowgoroder Schra in sieben Fassungen vom XIII. bis zum XVII. Jahrhundert. Dorpat 1911 (Digitalisat).
- Heinrich Bulte (Pseudonym für Wolfgang Schlüter): Zur Geschichte der Universität Dorpat. In: Deutsche Rundschau Bd. 170, März 1917, S. 358–374. (ausführlich zitiert in: Roderich von Engelhardt: Die Deutsche Universität Dorpat in ihrer geistesgeschichtlichen Bedeutung. Franz Kluge Reval 1933. S. 449ff.)
- zahlreiche Abhandlungen zur baltischen Geographie, Geschichte und Personenkunde.